# Víktor Verníkosz
Víktor Verníkosz (görögül: Βίκτορ Βερνίκος Γιούργκενσεν, Athén, 2006. október 23. – ) görög énekes, dalszerző. Ő képviselte Görögországot a 2023-as Eurovíziós Dalfesztiválon, Liverpoolban, a What They Say című dalával.

## Magánélete
Athénban született, édesanyja görög, édesapja dán származású.

## Pályafutása
Négy éves kora óta érdeklődik a zene iránt, gitár- és énekleckéket vett, mellette zongorázni tanult. Tizenegyéves kora óta dalszövegeket ír, 2021 óta pedig saját dalainak producere.
2022 októberében bejelentette, hogy pályaművet adott be a 2023-as görög eurovíziós válogatóba. December 28-án kiderült, hogy Verníkosz egyike annak a hét előadónak, akik továbbjutottak a válogatóban. Januárban továbbjutott a döntőbe, ahol három előadóra szűkítették a listát. 2023. január 30-án az ERT bejelentette, hogy őt választották ki, hogy képviselje Görögországot a következő Eurovíziós Dalfesztiválon. Versenydalát 2023. március 12-én mutatták be. Ő volt Görögország legfiatalabb eurovíziós versenyzője. Versenydalát a második elődöntőben adta elő, ahonnan nem jutott tovább a döntőbe.

## Diszkográfia

### Kislemezek
- Apart (2020)
- Fake Club (2021)
- Hope It's in Heaven (2021)
- Youthful Eyes (2022)
- Mean To (2022)
- Out of This World (2022)
- Brutally Honest with You (2022)
- What They Say (2023)
- The 968 Paradox (2023)